# Jurassic Shark 2
Jurassic Shark 2 (eigentlich Great White) ist ein amerikanischer Horrorfilm von Zac Reeder aus dem Jahr 1998. Der Film erschien 2013 unter dem Namen Jurassic Shark 2 nochmals. Seither wird er als Fortsetzung von Brett Kellys Jurassic Shark vermarktet. Der Film wird auch als Shark – Das Grauen aus der Tiefe vertrieben.

## Handlung
Ein Student kommt beim Angeln am Fluss um. Nach dem Vorfall forscht der wasserscheue Meeresbiologe Steve Miller nach der Todesursache. Er entdeckt Anzeichen dafür, dass sich im Fluss ein riesiger Hai aufhält. Sowohl die Bewohner als auch der Sheriff wollen ihm nicht glauben. Auch sein Sohn nimmt die Warnungen nicht wahr und unternimmt eine Flusstour mit seinen Freunden. Nach weiteren Todesfällen und einer Rettung des Sohnes durch die Polizei in letzter Minute kann Miller den Hai durch einen als Köder verwendeten und in Brand geschossenen Benzinkanister töten.

## Fortsetzung
Der Film Megalodon aus dem Jahr 2002 erschien 2013 noch einmal unter dem Titel Jurassic Shark 3 als Fortsetzung zu Jurassic Shark und Jurassic Shark 2. Beide Fortsetzungen haben bis auf den deutschen Titel nichts mit dem ersten Teil zu tun.

## Kritiken
„Einmal mehr spielt jemand mit billigsten Mitteln die Handlung von Der Weiße Hai nach. Und wieder einmal geht das ziemlich schief. Neben den üblichen Zutaten eines Rip-Offs wie lachhafte Effekte, laienhafte Darsteller und eine dilettantische Regieleistung fällt hier besonders der Drehort in der Wüste Nevadas auf, den Regisseur Zac Reeder als Küstenstadt verkaufen will.“

„Der Freund von Shark-Filmen kommt hier leider nicht wirklich auf seine Kosten, und wer mit diesem Genre nichts anfangen kann, wird ohnehin wenig Interesse daran haben.“